# Wolaitta
Pour les articles homonymes, voir Wolaytta.
Le wolaitta, aussi écrit wolaytta, est une langue omotique parlée par les Welaytas en Éthiopie.

## Écriture
| a | b | c | d | e | f | g | h | i | j | k | l | m | n | o | p | q | r | s | t | u | v | w | x | y | z | ch | dh | nh | ny | ph | sh | ts | zh | ʔ/’ |